# Atte Engren
Atte Engren (Rauma, 19 febbraio 1988) è un hockeista su ghiaccio finlandese, di ruolo portiere.

## Biografia
Engren ha giocato perlopiù nel massimo campionato finlandese, con le maglie di Lukko, TPS (con cui ha vinto il titolo nel 2010) e HIFK, e in Kontinental Hockey League, con Lev Praga, Atlant e Spartak Mosca.
Ha anche vestito la maglia della nazionale, sia a livello di Under-18 (ha disputato un'edizione del mondiale di categoria nel 2006, chiuso con l'argento) che di nazionale maggiore (ha preso parte a due edizioni dei mondiali, nel 2013 e nel 2015, pur senza scendere mai sul ghiaccio).

## Palmarès

### Club
- Campionato finlandese: 1

TPS: 2009-2010

### Individuale
- Urpo Ylönen Award: 1

2009-2010